# Michail Kalopothakis

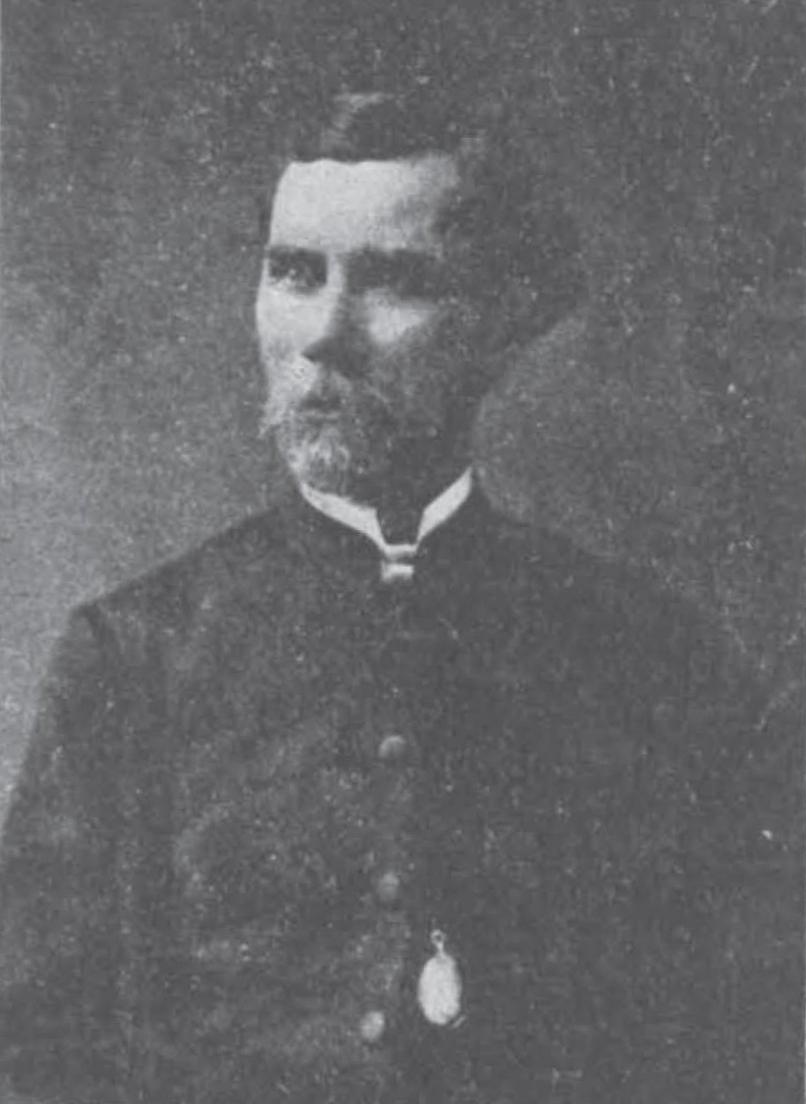
Michaïl Kalopothakis

Michail D. Kalopothakis (griechisch Μιχαήλ Δ. Καλοποθάκης; * 1825 in Areopoli; † 1911) war ein Wegbereiter des Protestantismus in Griechenland als Gründer und Ältester der Evangelischen Kirche von Griechenland (griechisch Ελληνική Ευαγγελική Εκκλησία Elliniki Evangeliki Ekklisia).

## Biografie

### Kindheit, Jugend und Ausbildung
Kalopothakis wurde 1825 in Areopoli, dem Hauptort der Halbinsel Mani geboren und in der Familie Mavromichalis erzogen. Seit seinem zehnten Lebensjahr besuchte er die dreiklassige Mittelschule, die in Areopoli eröffnet worden war. Zwei presbyterianische Missionare aus den USA, George W. Leyburn und Samuel R. Houston, hatten diese auf Einladung des Beys der Mani, Petros „Petrobey“ Mavromichalis, gegründet. Dort las Kalopothakis das erste Mal in der Bibel und begann, sich täglich mit ihr zu beschäftigen.
Er wurde zunächst Lehrer, aber nach fünf Jahren als Mittelschuldirektor in Gythio beendete er den Dienst und begab sich zum Studium nach Athen. Ab 1841 besuchte er dort das Gymnasium von Georgios Gennadios, und 1844 schrieb er sich an der Medizinischen Fakultät der Universität Athen ein. Während des Studiums besuchte er die Versammlungen des Missionars Jonas King. Als dieser wegen Blasphemie und Verspottung der Jungfrau Maria angeklagt wurde, trat der Medizinstudent Kalopothakis als Entlastungszeuge auf. Die Verurteilung Kings überzeugte Kalopothakis, dass „das Volk eine geistliche Reform braucht und diese Reform aus dem Evangelium und nur auf dessen Grundlage entstehen muss.“

### Leben als Missionar
1853 entschloss sich Kalopothakis, seinen Beruf als Militärchirurg aufzugeben und in den USA Theologie zu studieren. Dazu begab er sich an die Columbia University in New York City. Dort lernte er seine Frau Martha Hooper Blackler kennen.
1857 kehrte er nach Griechenland zurück und setzte seine evangelische Missionsarbeit fort. Dabei stieß er auf immer stärker werdende Schwierigkeiten und Verfolgungen. Direkt nach seiner Rückkehr 1858 gründete Kalopothakis die christliche Zeitschrift Astir tis Anatolis (griechisch Αστήρ της Ανατολής ‚Stern des Ostens‘), ursprünglich als Wochenschrift, später als Monatsschrift. Bald weigerten sich die Verlage auf Druck durch den orthodoxen Klerus, die Herausgabe fortzusetzen. Kalopothakis gründete daraufhin ein eigenes Verlagshaus.
Während des Aufstands auf Kreta 1866–1869 gründete er mit seinen Mitarbeitern eine Organisation, die kretische Flüchtlinge betreute und für Tausende Nahrung, Unterkunft und Schulbildung organisierte. Einer der bekanntesten Zeitungsherausgeber Athens in dieser Zeit, der auch schon eine führende Rolle in der Verurteilung von Jonas King gespielt hatte, Timoleon Filimon (Τιμολέων Φιλήμων) von der Zeitschrift Eon (griechisch Αιών ‚Jahrhundert‘), polemisierte täglich in seiner Zeitschrift gegen Kalopothakis. Trotz aller Schwierigkeiten setzte Kalopothakis seine Missionstätigkeit fort. Es entwickelte sich ein kleiner Kreis von evangelischen Gläubigen, aus dem die Erste Griechische Evangelische Kirche hervorging, die ein eigenes Kirchengebäude errichtete, das 1871 eingeweiht wurde. Im selben Jahr starb seine Frau, die ihn in seiner Arbeit sehr unterstützt und viele Artikel geschrieben und übersetzt hatte. Bald darauf entstanden evangelische Gemeinden in Piräus und Volos und weitere kleine Gruppen. Diese Entwicklung rief einen Teil des orthodoxen Klerus auf den Plan, der der Evangelischen Kirche von Griechenland feindlich gegenübertrat.
Abgesehen von der Zeitschrift Astir tis Anatolis gründete er die einzigartige illustrierte Kinderzeitschrift Efimeris ton Pedon (griechisch Εφημερίς των Παίδων ‚Zeitung der Kinder‘), die eine monatliche Auflage von 8000 Exemplaren erlebte, was in dieser Zeit beispiellos war. Später zählte die Efemeris ton Pedon zu den bekanntesten Zeitschriften. Selbst dem Premierminister Eleftherios Venizelos war sie bekannt.
Kalopothakis wurde auch der erste griechische Direktor der British and Foreign Bible Society in Athen und unternahm den Versuch, die Bibel in Griechenland zu verbreiten. Dafür engagierte er Christen, vornehmlich Jugendliche, die in Städte und Dörfer in ganz Griechenland reisten, um Bibeln zu verkaufen. Außerdem war er assoziiertes Mitglied im Parnass, Mitglied der Archäologischen Gesellschaft, Gründer des Tierschutzvereins (griechisch Συλλόγος Φιλοζώων) und entwickelte Aktivitäten zur Einführung des Ruhetags am Sonntag.
Michail Kalopothakis starb 1911, kurz nachdem er eine Predigt gehalten hatte zu dem Wort „Es ist vollbracht“, das Jesus Christus am Kreuz gesprochen hatte. Sein Grab befindet sich auf dem Ersten Athener Friedhof.

### Familie
Sein Werk wurde von seinem Sohn Dimitrios Kalopothakis weitergeführt, der selbst Journalist und Ältester der Evangelischen Kirche war. Seine Tochter Mary Kalopothakes wurde eine engagierte Ärztin und Wegbereiterin der Emanzipation.